# Harpadon nehereus
Harpadon nehereus, im Englischen „Bombay Duck“ genannt, ist ein Raubfisch aus der Familie der Eidechsenfische (Synodontidae). Er kommt im tropischen Indopazifik vor.

## Merkmale
Harpadon nehereus wird maximal 40 Zentimeter lang, die Durchschnittslänge ausgewachsener Fische liegt bei 25 Zentimeter. Er hat einen langgestreckten, zylindrischen, rosa Körper und ein tiefgespaltenes, mit langen Fangzähnen besetztes Maul. Eine funktionelle Analyse dieses an devonische Raubfische erinnernden Kieferapparates – noch dazu an einem Nicht-Tiefseefisch – gaben K. Günther und K. Deckert 1960.
Nur die hintere Körperhälfte ist beschuppt. Wie bei allen anderen Eidechsenfischen sind die Flossen ohne Stachelstrahlen. Die Rückenflosse wird von 11 bis 13 Flossenstrahlen gestützt, die Afterflosse von 13 bis 15. Der Hinterrand der Brustflossen reicht bis zur Bauchflossenbasis. Die Fische werden bei einer Länge von 13 Zentimeter geschlechtsreif.

## Lebensweise
Harpadon nehereus lebt küstennah auf sandigem oder schlammigem Bodengrund in Tiefen unterhalb von 50 Metern. Zur Monsunzeit ziehen die Raubfische in großen Schulen in die Flussmündungen, um sich vollzufressen. Harpadon nehereus laicht bis zu sechsmal im Jahr.

## Nutzung
Harpadon nehereus gilt als ausgezeichneter Speisefisch und wird unter dem Namen Bombay Duck vermarktet. Er wird vor allem an der Küste des indischen Bundesstaates Maharashtra von Oktober bis Dezember gefangen, Bombay Duck, auch Bombloe, Bumalo- oder Bomelofisch genannt und gilt als guter Bratfisch. Getrocknet, geröstet, zerbröselt oder gerieben ist er eine beliebte Beigabe für Currygerichte.